# Festival interceltique de Lorient 1999
La 29e édition du Festival interceltique de Lorient se déroule du 6 au 15 août 1999. C'est la Bretagne qui est mise à l'honneur cette année.
La ministre de la Culture Catherine Trautmann prononce un discours en faveur des identités et langues régionales en ouverture du festival.

## Programmation
Le festival accueille, entre autres artistes, Carlos Núñez, The Corrs, Matmatah, Denez Prigent, Altan, Gaelic Storm, Taÿfa, Iron Horse, Armens, Renésens, Stone Age, Pat O'May ou encore le groupe folk texan Astronique, composé de musiciens travaillant à la Nasa.
Didier Squiban, perché sur une tour de 3 mètres installée sur le quai de la rade de Lorient, joue une improvisation au piano au moment de l'éclipse solaire du 11 août 1999.
Le festival se termine par la « Grande Nuit de la Bretagne », un grand concert dans le stade du Moustoir, avec Alan Stivell, Dan Ar Braz, Tri Yann, Gilles Servat, Yann-Fañch Kemener, Didier Squiban et le Bagad de Lann-Bihoué.

## Concours
Le Championnat national des bagadoù est remporté par le bagad Roñsed-Mor de Locoal-Mendon.
Le Trophée Macallan pour soliste de great Highland bagpipe est remporté par Robert Watt.
Le Trophée Macallan pour soliste de gaïta est remporté par l'Asturien Oscar Fernández.
Le Concours International de Pibroc’h est remporté par Willie McCallum (en).
Le Trophée Matilin An Dall pour couple de sonneurs est remporté par Serge Riou et Hervé Irvoas.
Le Trophée Loïc Raison est remporté par Cuileann.
Le Trophée International Greatness de pipe band est remporté par le Bagad Bro Kemperle.
Le Trophée International Greatness de batteries est remporté par le Bagad Brieg.

## Bilan
Trois jours avant la fin, le directeur Jean-Pierre Pichard annonce déjà une fréquentation en hausse de 15% par rapport à l'année précédente. Le festival a battu des records d'affluence avec 450 000 participants, dont 140 000 à 150 000 entrées payantes. 